# Tammy (film)
Tammy è un film del 2014 diretto da Ben Falcone.
Falcone, al suo debutto in regia, firma la sceneggiatura con la moglie Melissa McCarthy che è anche protagonista della pellicola e coprodutturice.

## Trama
Dopo aver rotto la sua auto, essere stata licenziata, e scoperto in flagrante il tradimento di suo marito con una vicina, Tammy decide di fare i bagagli e partire all'avventura con sua nonna. Visitare le Cascate del Niagara con sua nonna Pearl non era esattamente la prima scelta di Tammy, ma lei ha bisogno di schiarirsi le idee con la libertà dei grandi spazi aperti e passare del tempo con la sua stravagante nonna potrebbe essere la cura di cui ha bisogno.

## Produzione
Le riprese del film iniziano nel mese di maggio del 2013, e si svolgono nello stato della Carolina del Nord con alcune riprese effettuate alle cascate del Niagara.

### Cast
Per il ruolo di Pearl fu inizialmente scelta Shirley Maclaine, che però dovette rifiutare il progetto a causa del sovrapporsi delle riprese con la serie televisiva Downton Abbey. Successivamente, prima di ufficializzare Susan Sarandon, fu considerata l'attrice Debbie Reynolds. Nel film, Susan Sarandon interpreta la nonna di Tammy (Melissa McCarthy), anche se le due attrici hanno solo 24 anni di differenza.

## Promozione
Il primo trailer del film viene diffuso il 6 maggio 2014.

## Distribuzione
Il film è stato presentato al Palm Springs International Film Festival nel gennaio 2014.
La pellicola è stata distribuita nelle sale cinematografiche statunitensi a partire dal 2 luglio 2014.

### Divieti
Il film è stato vietato ai minori di 18 anni non accompagnati da adulti negli Stati Uniti d'America per la presenza di linguaggio con riferimenti sessuali.

## Riconoscimenti
- 2014 - Palm Springs International Film Festival
  - Regista da seguire a Ben Falcone
- 2014 - Teen Choice Awards
  - Candidatura per la miglior star estiva a Melissa McCarthy
- 2015 - Dorian Awards
  - Candidatura per il film "campy" dell'anno
- 2015 - GLAAD Media Awards
  - Candidatura per il miglior film a larga distribuzione
- 2015 - Golden Trailer Awards
  - Candidatura per il miglior spot TV commedia